# Osako Nozomi
Nozomi Osako (大迫 希, sinh ngày 27 tháng 11 năm 1990 ở Satsumasendai, Kagoshima) là một cầu thủ bóng đá người Nhật Bản hiện tại thi đấu cho Fujieda MYFC.
Anh từng là đồng đội của Yuya Osako khi nằm trong đội bóng trường Trung học Kagoshima Josei. Tên cuối giống nhau như họ không là anh em.

## Thống kê sự nghiệp câu lạc bộ
Cập nhật đến ngày 23 tháng 2 năm 2018.
| Thành tích câu lạc bộ | Thành tích câu lạc bộ | Thành tích câu lạc bộ | Giải vô địch | Giải vô địch | Cúp                   | Cúp                   | Cúp Liên đoàn | Cúp Liên đoàn | Tổng cộng | Tổng cộng |
| Mùa giải              | Câu lạc bộ            | Giải vô địch          | Số trận      | Bàn thắng    | Số trận               | Bàn thắng             | Số trận       | Bàn thắng     | Số trận   | Bàn thắng |
| Nhật Bản              | Nhật Bản              | Nhật Bản              | Giải vô địch | Giải vô địch | Cúp Hoàng đế Nhật Bản | Cúp Hoàng đế Nhật Bản | Cúp Liên đoàn | Cúp Liên đoàn | Tổng cộng | Tổng cộng |
| --------------------- | --------------------- | --------------------- | ------------ | ------------ | --------------------- | --------------------- | ------------- | ------------- | --------- | --------- |
| 2009                  | Roasso Kumamoto       | J2 League             | 5            | 0            | 1                     | 0                     | -             | -             | 6         | 0         |
| 2010                  | Roasso Kumamoto       | J2 League             | 4            | 0            | 1                     | 0                     | -             | -             | 5         | 0         |
| 2011                  | Roasso Kumamoto       | J2 League             | 28           | 5            | 1                     | 0                     | -             | -             | 29        | 5         |
| 2012                  | Roasso Kumamoto       | J2 League             | 24           | 3            | 3                     | 1                     | -             | -             | 27        | 4         |
| 2013                  | Roasso Kumamoto       | J2 League             | 17           | 3            | 2                     | 0                     | -             | -             | 19        | 3         |
| 2014                  | Roasso Kumamoto       | J2 League             | 5            | 0            | 1                     | 0                     | -             | -             | 6         | 0         |
| 2015                  | Verspah Oita          | JFL                   | 19           | 0            | 2                     | 0                     | -             | -             | 21        | 0         |
| 2016                  | Fujieda MYFC          | J3 League             | 26           | 2            | –                     | –                     | –             | –             | 26        | 2         |
| 2017                  | Fujieda MYFC          | J3 League             | 25           | 3            | –                     | –                     | –             | –             | 25        | 3         |
| Tổng cộng sự nghiệp   | Tổng cộng sự nghiệp   | Tổng cộng sự nghiệp   | 163          | 16           | 11                    | 1                     | 0             | 0             | 174       | 17        |